# 水上機母艦

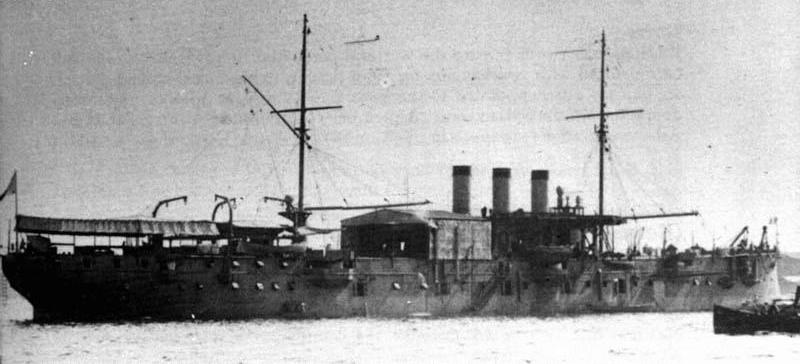
世界初の水上機母艦であり、水上機格納庫とクレーンのあるフランスの フードル (1912年)

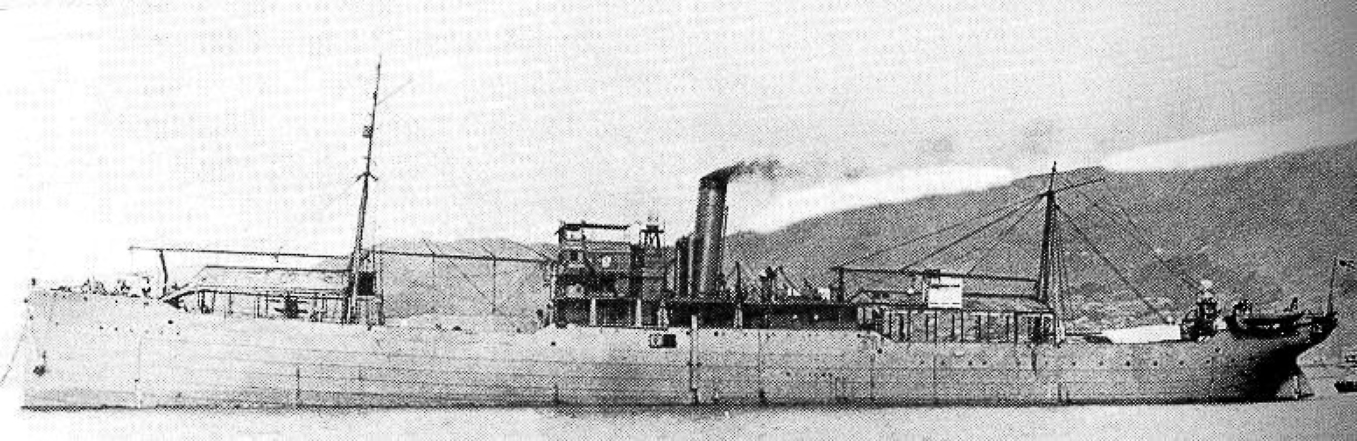
日本海軍の水上機母艦若宮

水上機母艦（すいじょうきぼかん）は、水上機を搭載し、カタパルトを使用して発進、あるいは水上に降ろして発進させ、着水した水上機を吊り上げて格納する機能を持つ軍艦。第一次世界大戦当時、「航空母艦」とは水上機母艦のことであり、「航空母艦」と称するのが一般的であった。

## 歴史

### 第二次大戦以前

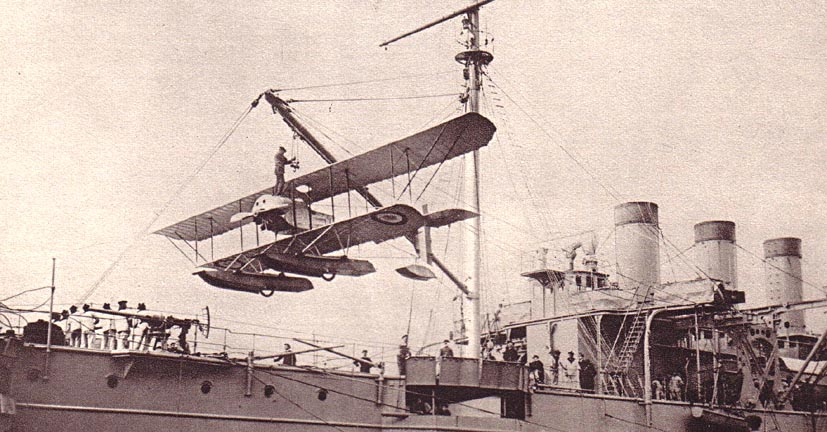
世界初の水上機母艦フードル

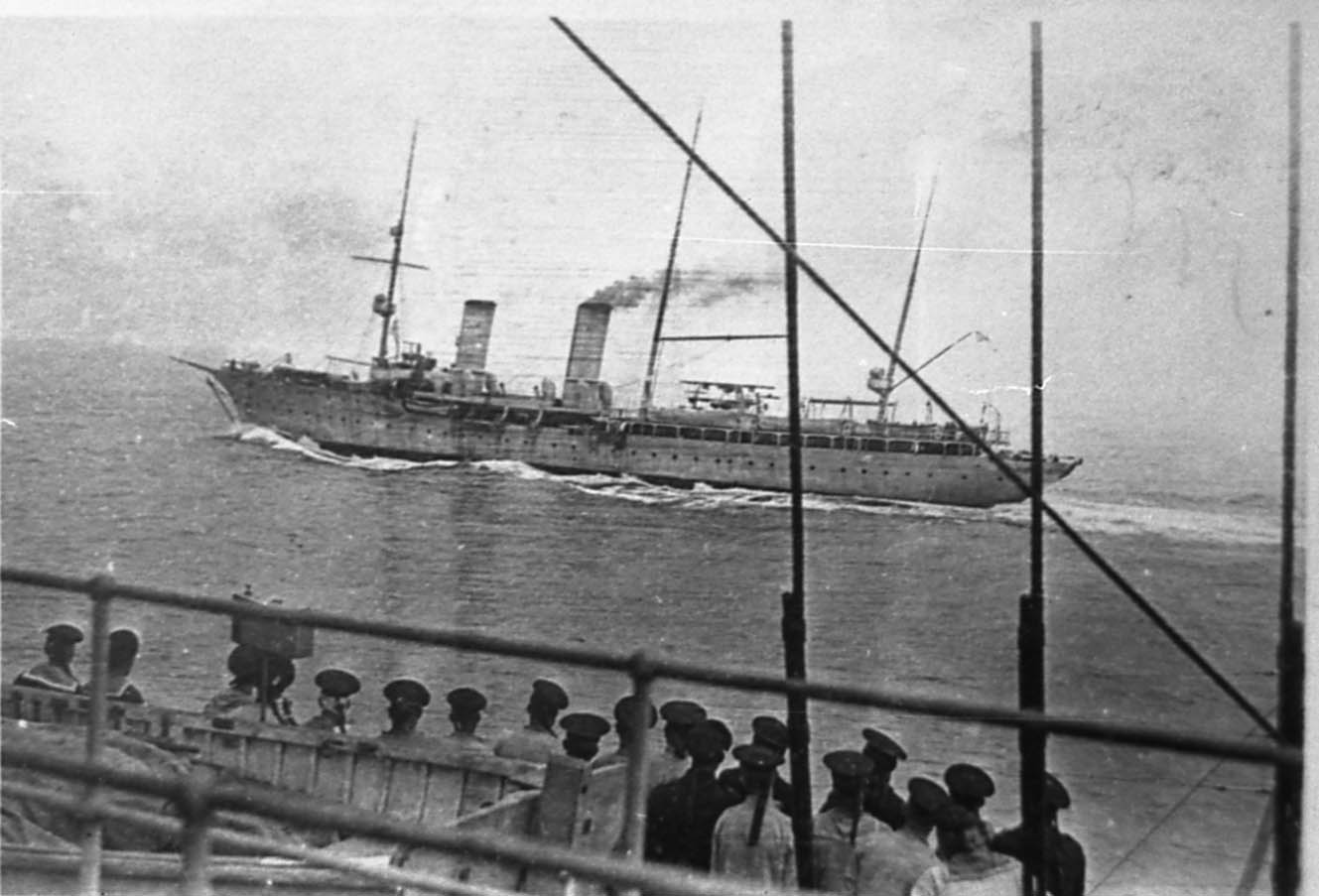
ロシア黒海艦隊の水上機母艦アルマース。日本海海戦の生き残りで旧式化した巡洋艦を改装した。後部にグリゴローヴィチ製飛行艇を搭載している

水上機の運用を主目的に整備された最初の軍艦は、1912年に就役したフランス海軍のフードルである。フードルは元、水雷母艦で、1911年には水上機1機の収容設備を設けられていた。これを1912年に本格的に水上機母艦として改装し、水上機8機の収容設備と滑走台を設置した。1914年12月、イギリス海軍はアーク・ロイヤルを就役。
この時期の水上機母艦はカタパルトを持っておらず、搭載機をクレーンで水面に下ろして発進させる方式を用いた。ただし、1913年には、滑走台をフードルの艦上に設けて発進させる方式も一部で使用されていた。
1914年7月、第一次世界大戦が勃発。日本海軍では、1914年8月に運送船の若宮丸を改装して特設水上機母艦とした。9月、若宮丸は青島攻略戦に参加。ファルマン水上機を搭載し、偵察行動を行う。
イギリス海軍は、エンガディンなど多数の高速商船を改装して水上機母艦として使用した。1914年12月にはクックスハーフェンのドイツ軍飛行船基地を空襲している（en:Raid on Cuxhaven）。また1915年8月には、ベン・マイ・クリーの搭載機でトルコ商船などを航空魚雷によって撃沈している。ロシア海軍は複数の水上機母艦を整備し、戦艦や巡洋艦と協同した一種の機動部隊を編成した。1914年11月、サールィチ岬の海戦では、搭載水上機ではなく、母艦自体が直接に敵艦隊を発見して貢献している。

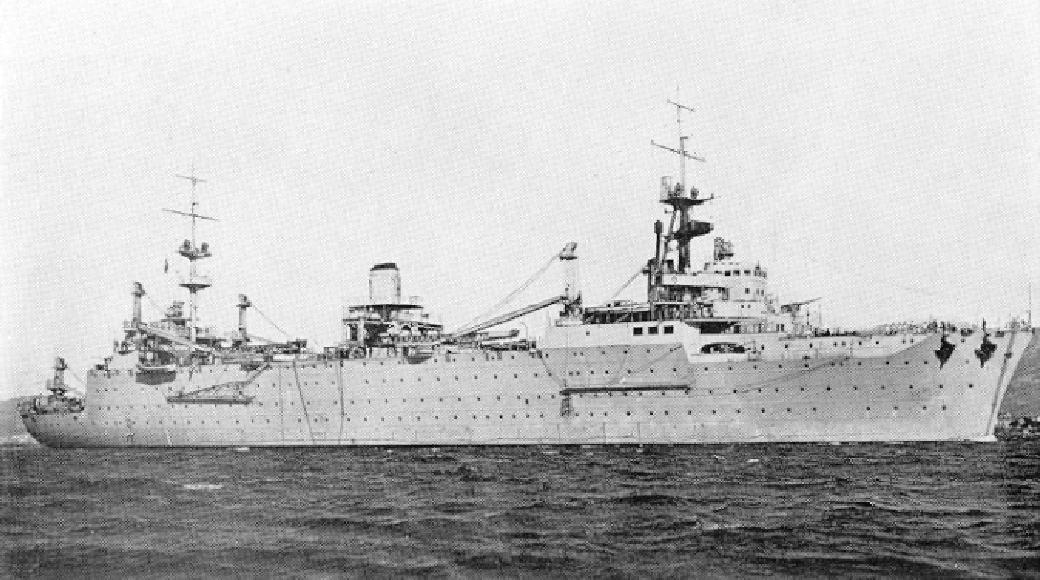
フランス海軍の水上機母艦コマンダン・テスト

第一次世界大戦当時、「航空母艦」とは水上機母艦のことであり、「航空母艦」と称するのが一般的であった。第一次世界大戦の末期には飛行甲板によって陸上機を運用する軍艦（後の航空母艦）が出現し実戦に参加するようになる。1918年には初の水上機母艦ではない航空母艦「フューリアス」によってドイツ海軍の飛行船基地への攻撃が行われた。戦後の1920年代初頭、日米英海軍は航空母艦と艦載機を開発した。水上機はフロートという飛行中には役に立たない重量物がある分、陸上機より性能が劣っていた。そのため、日本海軍のように「山城」の主砲の上に滑走路を設けて飛行機を発進させる方法や英海軍のように「フューリアス」の前甲板の主砲を撤去して飛行甲板を設ける方法で実験が行われ、列強海軍で陸上機を運用できる母艦の研究が進められた。1918年9月、世界初の全通飛行甲板を採用した英海軍の「アーガス」が竣工した。その後、艦載機を搭載した航空母艦は補助戦力として期待され、艦隊防空、戦艦同士の決戦における雷爆撃の任務が与えられ、水上機母艦や戦艦・巡洋艦搭載の水上機には偵察の任務が与えられた。
水上機母艦の高波に弱い特性や戦艦や巡洋艦への水上機搭載が広まると艦隊随伴を目的とした艦はあまり見られなくなり、波の穏やかな泊地に停泊して移動基地的な運用を行う艦が中心となった。ただし、航空母艦の保有を望めない中小国海軍にとっては魅力もあり、オーストラリア海軍やスペイン海軍などに大型の水上機母艦の建造例がある。スウェーデン海軍が建造した航空巡洋艦ゴトランドも水上機母艦的な性格の強い軍艦である。日本海軍の千歳型やフランス海軍のコマンダン・テストは、艦隊に随伴した機動的な運用を想定し、多数の水上機を搭載していた。特に日本海軍のものは、軍縮条約の制限を回避して米英との戦力差を埋める意図で建造され、甲標的母艦や高速給油艦の機能を兼ね備えたほか、必要に応じ航空母艦へも短期間で改装できる設計になっていた。技術面では、カタパルトの装備が広く見られるようになった。ほかに、ハイン・マットと呼ばれる航行中の母艦に水上機を収容する装置も開発されたが、あまり広まらなかった。

### 第二次大戦以降

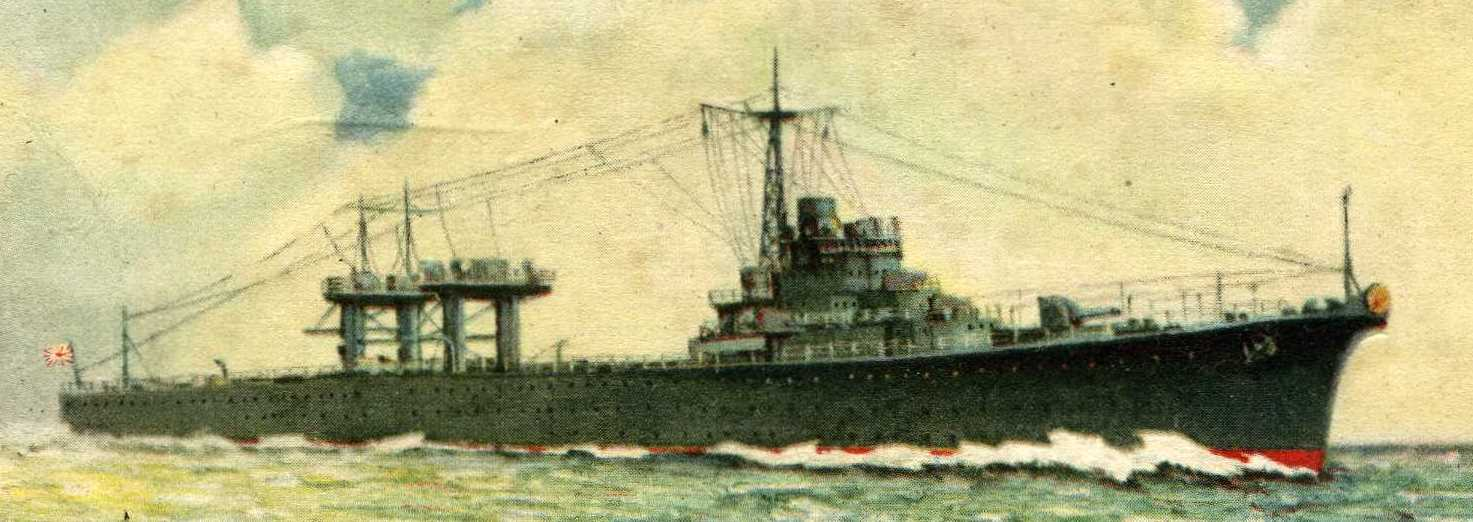
日本海軍の水上機母艦瑞穂

1937年7月、日中戦争が勃発。多数の高速商船を徴用・改装して特設水上機母艦とし、正規の水上機母艦とともに使用した。
1941年12月、太平洋戦争が勃発、前期までは空母のように上陸戦の支援にも用いられたが、中盤以降は移動基地的な用法と輸送任務への転用が多くなった。1943年末、千歳型水上機母艦の2隻は空母へと改装された。アメリカ海軍では移動基地的に水上機母艦を運用している。
第二次世界大戦後は、ヘリコプターなどの技術進歩があり、大型の飛行艇を除く軍用水上機自体がほぼ消滅した。これに伴い水上機母艦もその姿を消した。アメリカ海軍は、飛行艇の支援用に大型の水上機母艦（飛行艇母艦）を運用していたが、1960年代にはこれらも他の用途に転用されるか退役した。

## 水上機母艦の一覧

### 類似する艦艇
- 速吸 - 給油艦に水上機を搭載し、空母の補助としての運用を計画した。
- ソーントン - 駆逐艦から改装され、ミッドウェー海戦前に真珠湾飛行艇偵察を目論む日本海軍の計画を阻止。
- 最上 - 重巡洋艦の後部砲塔を撤去し、水上機11機を搭載した。
- ゴトランド - 水上機を多数搭載したスウェーデンの巡洋艦。
- 伊四〇〇型潜水艦 - 水上攻撃機『晴嵐』を搭載した潜水艦
- ノートン・サウンド - 太平洋戦争終結後、水上機母艦からミサイル実験艦、後に世界初のイージスシステム試験艦へ改装。